# 畑崎広敏
畑崎廣敏（はたさき ひろとし、1936年10月3日 - ）は、日本の実業家。大手アパレルであるワールド創業者であり、現在はワールド社主。

## 来歴
1936年（昭和11年）兵庫県津名郡鮎原村（現・洲本市五色町鮎原）に農家の6人兄弟の次男（4人目）として生まれる。1955年（昭和30年）に兵庫県立洲本商業高等学校（現在の兵庫県立洲本実業高等学校）を卒業。就職希望は金融で大手都市銀行を受験したところ、最終選考まで残ったが採用されなかった。恩師に頼み込んで紹介してもらい神戸市の株式会社光商会（現在の株式会社エンパイヤー）への就職を決めたという。
就職した株式会社光商会は、社員20人ほどの零細企業だった。入社当時から独立を志していた畑崎は在籍した4年間で企画から営業まですべてをこなした。
1959年（昭和34年）1月に、光商会での先輩であった木口衛と共に株式会社ワールドを創立。専務取締役に就任し、商品企画や営業を担当した。
1967年の欧州視察の際、平凡なシャツやセーターを着た女性があか抜けて見えた事から、バランス良く着こなすのが大事だと悟った畑崎は、服から小物までを組み合わせる販売方法を生み出した。このトータルコーディネートがワールドを上場企業まで押し上げる原動力となる。
現在は投資家として著名。上場会社のバナーズ、宮入バルブ製作所、ユナイテッドアローズ、キムラタン等の大株主でもある。
1996年（平成8年）4月 ユナイテッドアローズ取締役に就任（2006年6月に退任）
兵庫エフエムラジオ放送取締役、日本創研代表取締役、神戸経済同友会幹事、神戸商工会議所副会頭を歴任。2011ラグビーワールドカップ日本招致委員会委員、社団法人神戸納税協会会長も務める。
ワールド取締役を務める畑崎充義は長男。漫画家の樹崎聖は次男。

## 関連図書
- 山川泰治著 『ワールド急成長の軌跡 - 畑崎広敏の人と経営』、商業界、1983年